# TV BRICS
A TV BRICS é um hub de comunicação para a formação e distribuição da agenda de informações dos países do BRICS, operando por meio de uma extensa rede de parceiros de mídia nos estados membros do BRICS. O conselho editorial internacional da TV BRICS publica materiais em quatro idiomas: russo, inglês, chinês, português, espanhol e árabe. A TV BRICS combina um meio com transmissão própria, uma coalizão sob a marca TV BRICS em canais parceiros nos países BRICS, com transmissão em idiomas nacionais, e o site de notícias da mídia na internet, funcionando em formato multilíngue.
O CEO é Janna Tolstikova.
O presidente da TV BRICS é Ivan Poliakov.

## História
A intenção de lançar uma rede de televisão conjunta dos países do BRICS foi declarada na IX Cúpula do BRICS em Xiamen, China, em 4 de setembro de 2017. O presidente da Rússia, Vladimir Putin, propôs a criação de um canal de TV comum para os países do grupo, com o objetivo de divulgar informações objetivas sobre as atividades da associação. A iniciativa foi apoiada pelos líderes dos países do BRICS.
A criação do canal de TV BRICS mais tarde se transformou na Rede Internacional TV BRICS. A sede da TV BRICS está situada em Moscou.

## Projetos
A TV BRICS é parceira oficial da Organização das Nações Unidas e membro do Comitê Organizacional para a preparação e suporte à presidência da Rússia no BRICS em 2024.

### BRICS contra a COVID-19
O novo projeto conjunto envolverá os Centros de Informação da ONU no Brasil, China, Índia e África do Sul na coleta e distribuição de informações confiáveis sobre a COVID-19. O principal objetivo do projeto “BRICS AGAINST COVID-19” é combater a “pandemia de desinformação” e a onda de fake news que a comunidade global tem observado ultimamente. As Nações Unidas prestam especial atenção a este problema. A divulgação de informações precisas, baseadas em fatos e oportunas sobre a infecção pelo novo coronavírus, controle de vírus e medidas de prevenção, bem como outras informações vitais, é uma prioridade na agenda global de informações e comunicações da ONU. Especialistas da Organização Mundial da Saúde, que têm acesso a informações atualizadas sobre as tendências globais, também fornecerão suas contribuições ao centro de informações "BRICS AGAINST COVID-19".

### Dostoiévski Intercontinental
O documentário "Dostoiévski Intercontinental" pretende refletir a relevância da figura de Dostoiévski, sua obra e herança filosófica para a comunidade internacional, bem como chamar a atenção dos espectadores para os sotaques nacionais da interpretação da filosofia de Dostoiévski na Índia, África do Sul, Brasil, China e Rússia .

### Mundo digital BRICS
A TV BRICS lança o BRICS Digital World, uma biblioteca internacional de conteúdo de vídeo digital.
O BRICS Digital World é uma biblioteca de conteúdo internacional única produzida nos estados membros do BRICS. A biblioteca inclui conteúdo de vídeo multilíngue de vários gêneros: séries de televisão, longas-metragens e documentários, programas de TV, séries da web, documentários de televisão, etc. O banco de dados de conteúdo fornece acesso pago e disponível publicamente. O conteúdo coletado é catalogado em categorias, refletindo todas as informações necessárias para o usuário: nome, descrição, gênero, idioma da dublagem, país de origem, etc.

### Programa de TV "Checklist"
Em 31 de março de 2020, o canal lançou um programa de viagens chamado "Checklist". O apresentador do programa foi Misha Ronkainen.

## Parceiros
Na China: Xinhua, CNC Global, Renmin Ribao, Chengdu Radio & Television, China Radio International, China Intercontinental Press, CCTV+, China Daily.
No Brasil: Grupo Bandeirantes de Comunicação, TV Cultura, Metrópoles, Rede TV, Grupo CMA, ASAS.
Na Índia: Economic Times, Anupama Productions, Indian Insiders, Aaj Tak Media Group, Janhit Times.
Na África do Sul: African News Agency (ANA), Moja Media Group, Notícias de Pretória .
Na Rússia: Prodvizhenie, Sibnovosti, "Omsk Zdes".